# 小背斑紅蝽
小背斑紅蝽（学名：Physopelta cincticollis）为大紅蝽科斑紅蝽屬下的一个种。